# Abborrtjärnet (Södra Finnskoga socken, Värmland, 672654-133329)
Abborrtjärnet är en sjö i Torsby kommun i Värmland och ingår i Göta älvs huvudavrinningsområde. Sjön är 16,6 meter djup, har en yta på 0,0632 kvadratkilometer och är belägen 424,5 meter över havet. Sjön avvattnas av vattendraget Kyrkån. Vid provfiske har abborre fångats i sjön.

## Delavrinningsområde
Abborrtjärnet ingår i det delavrinningsområde (672803-133300) som SMHI kallar för Ovan 672835-133269. Medelhöjden är 460 meter över havet och ytan är 6,94 kvadratkilometer. Det finns inga avrinningsområden uppströms utan avrinningsområdet är högsta punkten. Kyrkån som avvattnar avrinningsområdet har biflödesordning 3, vilket innebär att vattnet flödar genom totalt 3 vattendrag innan det når havet efter 480 kilometer. Avrinningsområdet består mestadels av skog (71 procent) och sankmarker (23 procent). Avrinningsområdet har 0,06 kvadratkilometer vattenytor vilket ger det en sjöprocent på 0,9 procent.